# Бредеворт
Бредеворт — маленький город с населением около 1600 жителей, расположенный в провинции Гелдерланд, Нидерланды. Он расположен между городами Алтен и Винтерсвейк.
Бредеворт позиционирует себя как «книжный город», подобно Хэй-на-Вайе в Уэльсе или Реду в Бельгии. В настоящее время в городе более двадцати букинистических магазинов.
До 1818 года Бредеворт был отдельной общиной, а затем он вошёл в состав Алтена.

## Достопримечательности
- Готическая церковь святого Георгия с кафедрой в стиле рококо 1672 года.
- Ветряная мельница Принца Оранского
- Исторический центр
- Городские ворота XVII века

## Галерея

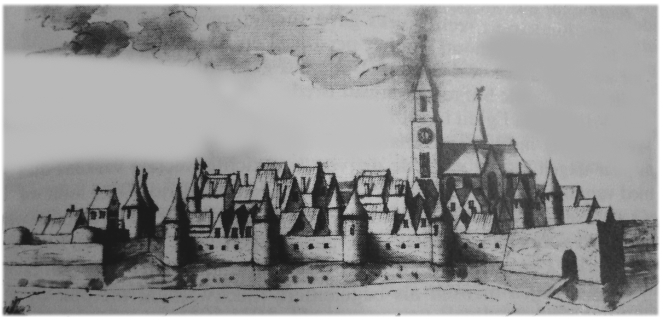
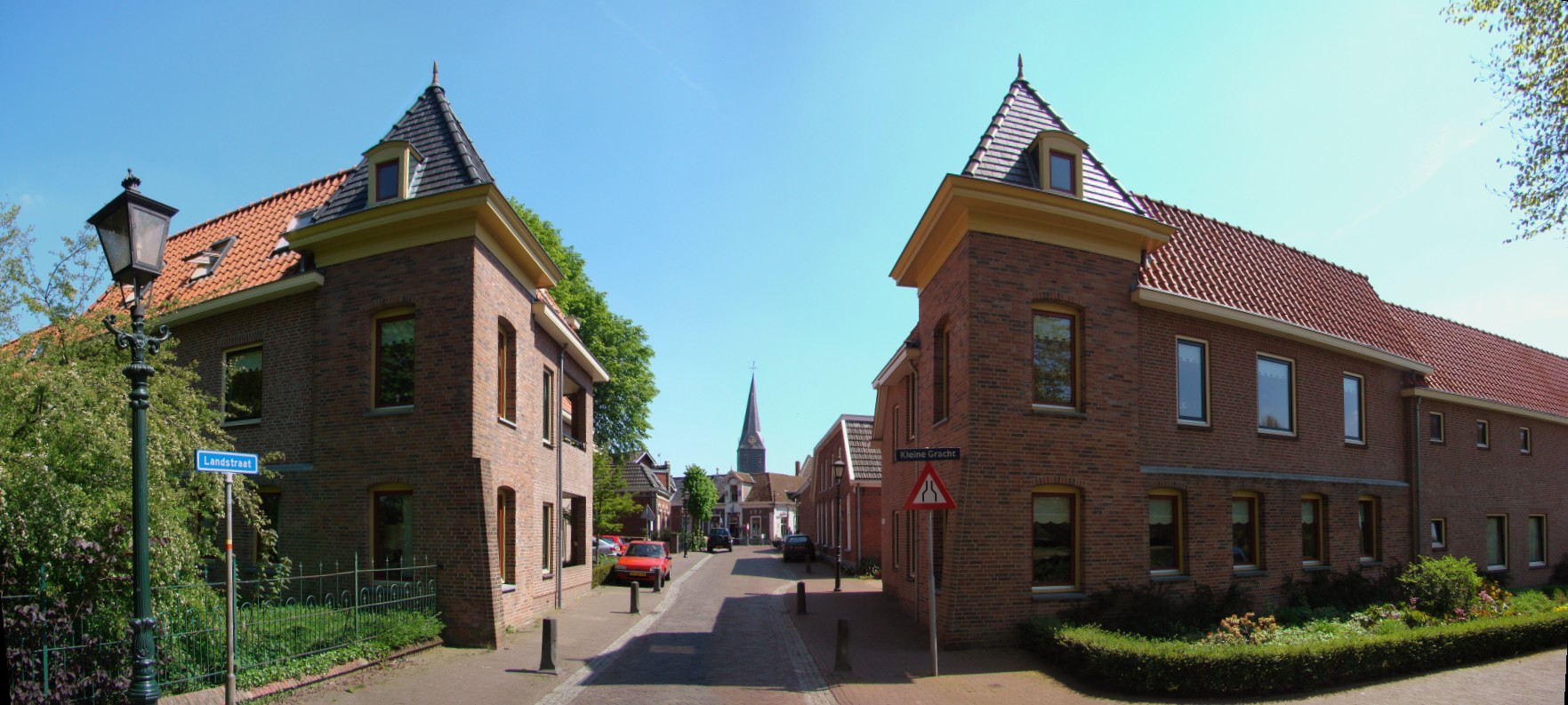
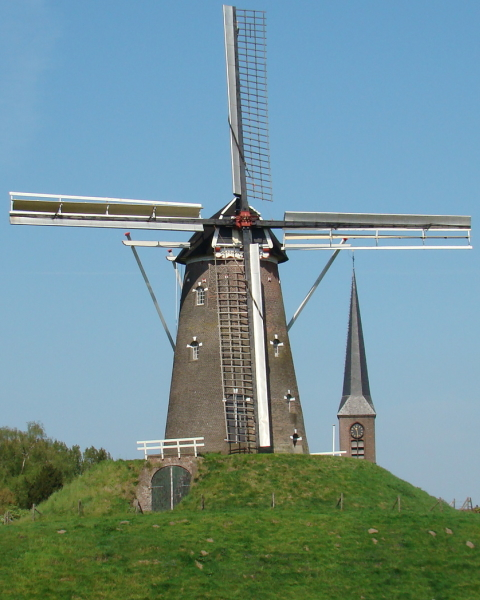
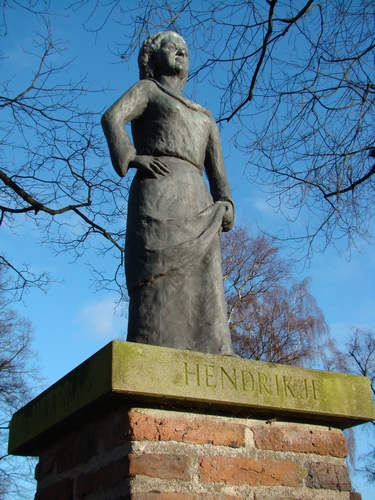
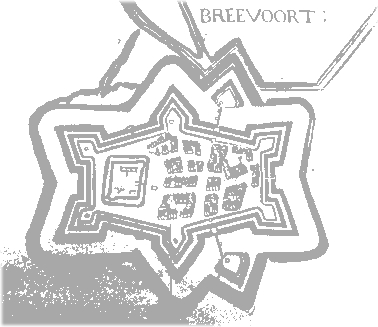
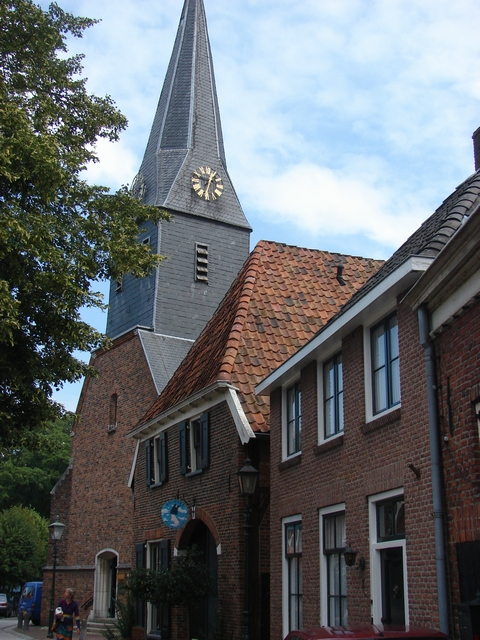
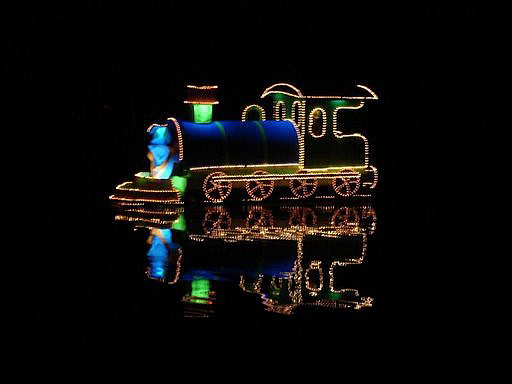

- Медиафайлы по теме Бредеворт на Викискладе